# 田中脩史
田中 脩史（たなか なおふみ、1993年7月9日 - ）は、広島県出身の元サッカー選手。ポジションはDF。

## クラブ歴
古田FCでサッカーを始め、2005年には第4種（小学生）年代で県サッカー協会から表彰を受けている。また、県のトレセンでは重富計二の指導を受けた。その後、広島県立広島皆実高等学校、大阪教育大学に進学した。
2016年にアルビレックス新潟シンガポールに加入、2年間の在籍でリーグ戦48試合に出場した。2018年末に現役を引退した。